# Blågårdens Sogn
Blågårdens Sogn er et sogn i Nørrebro Provsti (Københavns Stift). Sognet ligger i Københavns Kommune. I Blågårdens Sogn ligger Brorsons Kirke og Hellig Kors Kirke. Blågårds Kirke, som har lagt navn til sognet, er nu lukket.
Blågårdens Sogn blev oprettet 28. november 1999 ved sammenlægning af Blågårds Sogn, Brorsons Sogn og Helligkors Sogn.